# Edvin Biuković
Edvin "Eddy" Biuković (Zagreb, 22. lipnja 1969. - Zagreb, 5. prosinca 1999.), hrvatski autor stripa.

## Životopis
Prvi strip, "Dokaz", objavio je na osamnaesti rođendan, 1987. u "Patku", gdje je kasnije kreirao i popularog Salvatorea, strip o malom gubavcu koji stalno gubi dijelove tijela. Nakon odslužene vojske i kratkotrajnog rada za gornjemilanovačke "Dečje novine" (za koje je nacrtao dvadesetak stranica nikad dovršenog stripa "Glad"), Eddy je oko dvije godine povremeno radio za njemački časopis "Gespenster". Priče koje je za taj časopis radio s Darkom Macanom, kao i druge njihove suradnje, sabrane su albumu "Citati", objavljenom u dva izdanja, 1993. i 2000. godine. Od 1992. do 1994. g. u Modroj lasti crtao je strip "Koko" po popularnim romanima Ivana Kušana. Dvije epizode tog stripa, "Ljubav ili smrt" te "Koko u Parizu" sabrane su 2000. u album "Koko". U isto vrijeme za fanzin "Endem" stvorio je novu geg-seriju "Funny Comix", pod pseudonimom Pepe Orbito. Od 1993. radio je mahom za američke izdavače, crtajući serije "Grendel Tales": Devils & Deaths te Grendel Tales:Devil's Choices (scenarij Darka Macana, album objavljen 1996.), "X-Wing Rogue Squadron": The Phantom Affair (scenarij Darka Macana, album 1997.), Star Wars: The Last Command (scenarij Mikea Barona po romanu Timothya Zahna, album 1999.) i Human Target (scenarij Petera Milligana, album 2000.), te niz kraćih stripova u izdanjima poput "Strange Adventures" i "Weird War Tales Special". Bavio se i animacijom te ilustracijom. Kao najbolji mladi autor nagrađen je 1992. na vinkovačkom Salonu stripa, a 1995. je dobio nagradu "Russ Manning" kao crtač koji najviše obećava.
Bio je jedan od najuspješnijih hrvatskih autora stripa, ali je preminuo mlad napunivši tek 30 godina. U prosincu 1999. godine iznenada je preminuo od tumora na mozgu u rodnom Zagrebu, dva tjedna nakon što mu je prvi put dijagnosticiran.

## Posljednje počivalište
Edvin Biuković pokopan je 13. prosinca 1999. godine na zagrebačkom groblju Mirogoju.